# Bestuurlijke indeling van Guernsey

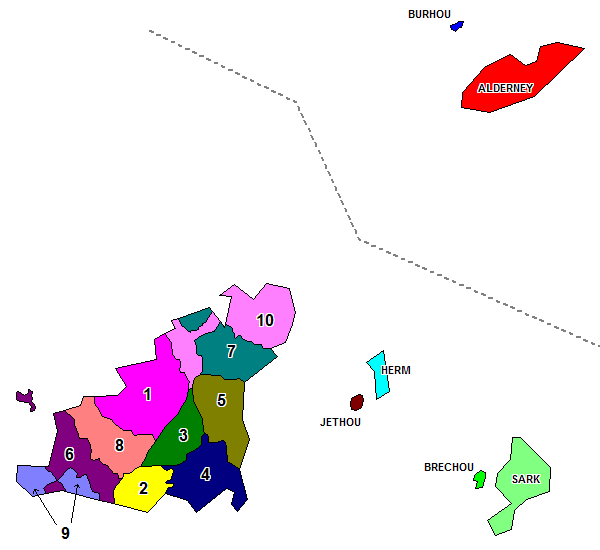
Parishes van Guernsey

De bestuurlijke indeling van Guernsey bestaat naast de centrale overheid uit tien (civil) parishes. De kleinere eilanden Alderney, Herm en Sark zijn geen civil parishes van Guernsey, maar kennen als afhankelijkheden een eigen bestuursvorm. Iedere parish wordt bestuurd door een Douzaine. Elk jaar wordt een deel van de douzeniers gekozen voor vier jaar op een parishvergadering. Het hoofd van de Douzaine is de Doyen (Deken). Twee gekozen Connétables voeren de besluiten van de Douzaine uit.
|     | Parish               | Populatie (2001) | Gebied (vergées) | Gebied (km²) | Gebied (sq mi) |
| --- | -------------------- | ---------------- | ---------------- | ------------ | -------------- |
| 1.  | Castel               | 8975             | 6224             | 10.200       | 3.938          |
| 2.  | Forest               | 1549             | 2508             | 4.110        | 1.587          |
| 3.  | St Andrew            | 2409             | 2752             | 4.510        | 1.741          |
| 4.  | St Martin            | 6267             | 4479             | 7.340        | 2.834          |
| 5.  | Saint Peter Port     | 16488            | 4074             | 6.677        | 2.578          |
| 6.  | Saint Pierre du Bois | 2188             | 3818             | 6.257        | 2.416          |
| 7.  | Saint Sampson        | 8592             | 3687             | 6.042        | 2.333          |
| 8.  | Saint Saviour        | 2696             | 3892             | 6.378        | 2.463          |
| 9.  | Torteval             | 973              | 1901             | 3.115        | 1.203          |
| 10. | Vale                 | 9573             | 5462             | 8.951        | 3.456          |

Castel · Forest · Saint Andrew · Saint Martin · Saint Peter Port · Saint Pierre du Bois · Saint Sampson · Saint Saviour · Torteval · Vale

Afhankelijkheden: Alderney · Sark